# Phauloppia
Phauloppia é um género de ácaros pertencentes à família Oribatulidae.
As espécies deste género podem ser encontradas na Europa e na América do Norte.

## Espécies
Espécies (lista incompleta):
- Eporibatula gessneri Sellnick, 1928
- Eporibatula longiporosa Perez-I
- Eporibatula nodifer Mihelcic, 1956